# Cyne
Cyne (аббревіатура від англ. Cultivating Your New Experience, «Культивуючи твій новий досвід»; вимовляється як Сайн) — американський хіп-хоп гурт з міста Гейнсвілл, Флорида, який виконує пісні у жанрі альтернативного репу. Склад гурту: Клайд «Cise Starr» Грем, Девід «Enoch» Ньюелл, Майкл «Speck» Герстен.

## Дискографія

### Альбоми
- Time Being (2003)
- Evolution Fight (2005)
- Tour CD 2005 (2005)
- Starship Utopia (2008)
- Pretty Dark Things (2008)
- Water for Mars (2009)
- All My Angles Are Right (2014)
- Time Being (Deluxe Edition) (2017)

### Альбоми компіляцій
- Cyne (Collection 1999-2003) (2003)
- Wasteland Vol. 1: Killmore (2011)

### EP
- Growing (2004)
- Running Water (2005)
- Grey Matter (2007)

### Сингли
- «African Elephants» (2001)
- «Midas» (2002)
- «Movements» (2002)
- «Out of Time» (2003)
- «Due Progress» (2003)